# Мір Мохсун Навваб
Мір Мохсун Навваб (азерб. Mir Möhsün Nəvvab; 1833, Шуша, Російська імперія — 1918, Шуша, Азербайджанська Демократична Республіка) — азербайджанський учений, художник, музикознавець, поет. Громадський діяч Азербайджану XIX століття.

## Життєпис
Навваб народився 1833 року в Шуші, в сім'ї Гаджі Сеїд-Ахмеда. Початкову освіту здобув у духовній школі, де він досконало опанував арабську, перську і турецьку мови. Надалі в медресе Аббаса Сараджали Мір Мохсун вивчав математику, астрономію, хімію та інші науки.

### Творчість
Навваб брав участь у культурному і суспільному житті міста. Він писав вірші і публікував книги у відкритій ним же друкарні. Він також викладав у школах — «мектебах» і видав понад двадцять книг, присвячених різним галузям науки і мистецтва. Він організував мистецькі зібрання — «меджліси», такі як художній «Меджлісі-фарамушан» музичний «Меджлісі-ханенде». На цих меджлісах бували присутні поети: Абдулла бек Асі, Фатма ханум Кяміня, Мешаді Ейюб Багі, Хан Карадагі, Абдулла Гасан Шахід, співаки: Гаджі Хюсі, Мешаді Джаміль Аміров, Іслам Абдуллаєв, Сеїд Шушинский та ін. Ці зібрання були тісно пов'язані з зібраннями «Меджлісі-унс» в Шуші, «Бейтус-Сафа» в Шамахах, «Маджмауш-шуара» в Баку.

#### Поезія

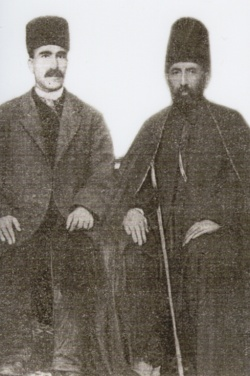
Мір Мохсун Навваб (праворуч) і Гасаналіага-хан Карадагі

Серед його праць великий інтерес являє «Тазкіреї-Навваб», де зібрана докладна інформація про життя і творчість більше ніж ста карабахських поетів XIX століття. 1913 року вона була опублікована в Баку.

#### Хімія і астрономія
Він захоплювався також хімією і астрономією. У себе вдома Мір Мохсун створив хімічну лабораторію і встановив два телескопи. У своїй книзі «Кіфаятул-атфал», яка 1899 року видана як підручник, він створив таблиці про розміщення небесних тіл і про сонячні затемнення. У книзі «Насіхатнаме» він надав понад 500 вказівок з хімії. Його етичні погляди передані у працях «Нурюл-Анвар» і «Панднаме».

#### Образотворче мистецтво

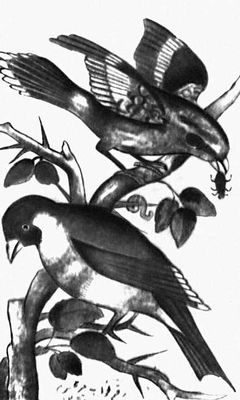
«Птахи». Мір Мохсун Навваб. 1874—1875

Займався Навваб також образотворчим мистецтвом. Він створив кілька малюнків аквареллю, книжкових мініатюр і візерунків на декількох будівлях і мечетях. Його творчості характерні площинно-декоративні орнаментальні стінні розписи, малюнки із зображенням квітів і птахів зі спробою об'ємного моделювання, ілюстрації до власних рукописів («Бахр-уль Хазан» (Море смутку), 1864). Цікавий також «портрет Тимура», виконаний аквареллю 1902 року, що зберігається нині в Азербайджанському музеї мистецтв у Баку. Це єдиний портрет, який написав Навваб. У залі меморіального музею художника в Шуші збереглися настінні розписи, виконані Наввабом 1886 року. Такі ж розписи були в його невеликій робочій кімнаті.

#### Музика

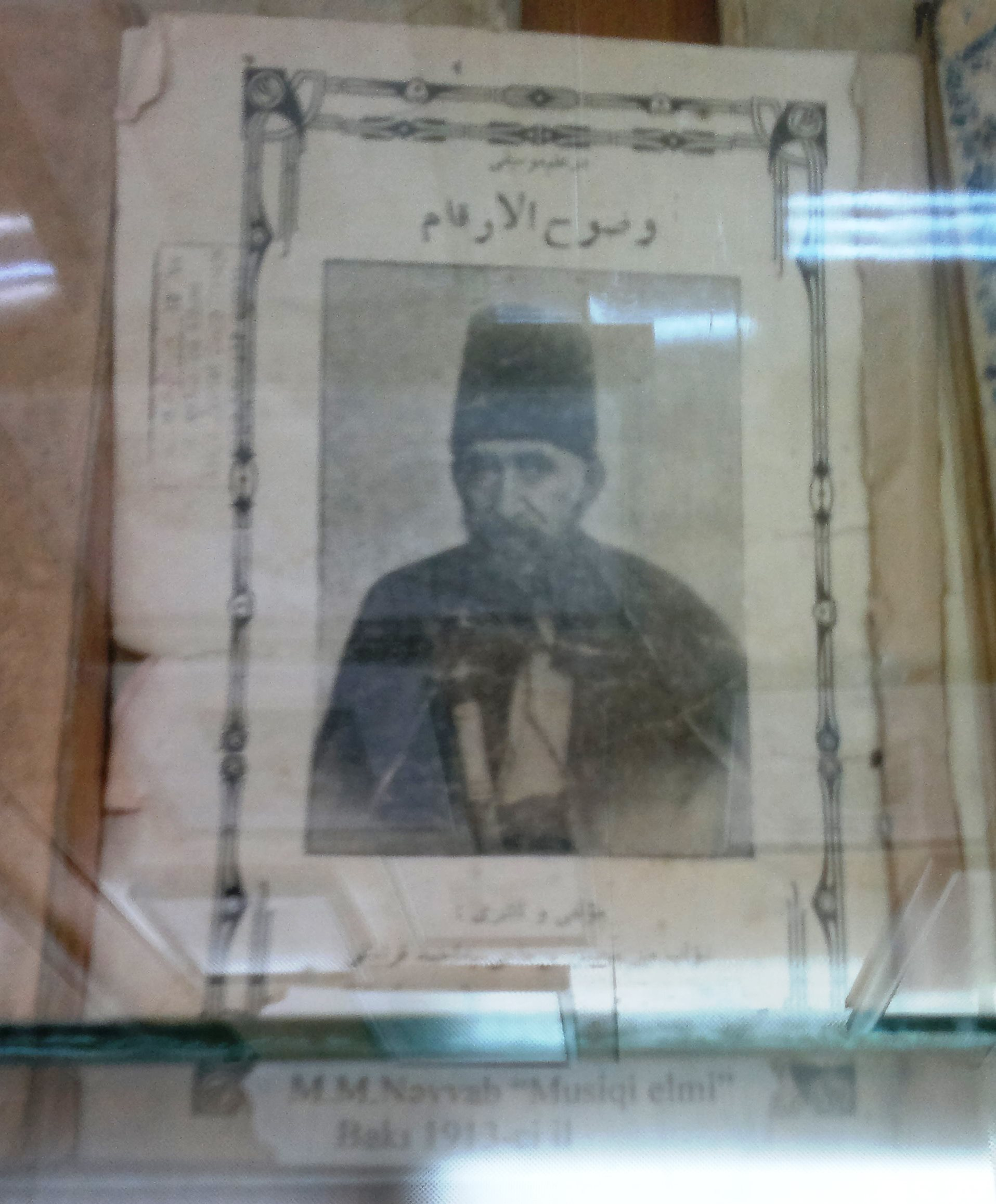
Примірник книги Навваба про музику, виданий 1913 році в Баку. Азербайджанський державний музей театру (Баку)

Його музичний трактат «Вюзухул-ергам» вперше видано 1913 року в Баку. Тут він дав докладний опис мугамів, окремих дястґахів, розкрив тему походження їх назв, етимології, зв'язку їх з поетичними творами, відносин між слухачем і виконавцем, торкався проблеми їх розміщення з точки зору акустики.
Навваб уперше використав термін «дястґах». Він згадав відомих у той час у Карабасі шість дястґахів: «Раст», «Махур», «Шахназ», «Рахаві» (або Рахаб), «Чахаргар» і «Нава». За словами Навваба зміст того чи іншого виконуваного дястґаха залежить від смаку і здібності виконавця. У своєму творі він згадав 82 пісні і мугами, виконувані в той час у Карабаху. З місцем походження та іменами людей, що брали участь у їх створенні, він пов'язував назви мугамів «Азербайджан», «Нішабур», «Забулі», «Багдаді», «Ширвані», «Гаджари», «Шах Хатаї» тощо. Він пов'язував мугам «Раст» зі свіжістю весни, «Махур» з шумом води, «Шахназ» з піснею солов'їв, «Рахаві» з краплями дощу, «Чахаргар» з гуркотом грому, «Нава» зі стражданнями закоханих, «Дюггах» з фонтаном підземних джерел, «Ушшаг» з плавним польотом птахів, «Уззал» з рухом метеорів.
Відома також його робота «Кяшфул-хагігяті-мансаві».
Помер Мір Мохсун Навваб 1918 року в Шуші.